# توماس أكيرز
توماس أكيرز (بالإنجليزية: Thomas Akers)‏ (و. 1951 – م) هو ضابط، ورائد فضاء من الولايات المتحدة الأمريكية . ولد في سانت لويس، ميزوري .

## ريادة الفضاء
شارك في المهمات الفضائية:
- STS-61[3]
- STS-49[3]
- STS-41[3]
- STS-79.[3]

## التعليم
تعلم في U.S. Air Force Test Pilot School، وMissouri University of Science and Technology

## الخدمة العسكرية
خدم في القوات الجوية الأمريكية.

## جوائز
حصل على جوائز منها:
- وسام "العمل الشجاع في الحرب الوطنية العظمى 1941-1945
- وسام الاستحقاق.